# Elosuchus
Elosuchus is een geslacht van uitgestorven Crocodylomorpha uit de familie Elosuchidae waarvan het de naamgever is.
Fossielen van Elosuchus zijn gevonden in lagen uit het Vroeg-Krijt in Noord-Afrika. Elosuchus moet niet verward worden met de sauropode dinosauriër Elosaurus, een synoniem van Apatosaurus uit het Laat-Jura van Noord-Amerika. Elosuchus moet ook niet verward worden met de beide Paleosuchus soorten (Paleosuchus palpebrosus, de Cuviers gladvoorhoofdkaaiman, en Paleosuchus trigonatus, de Schneiders gladvoorhoofdkaaiman), die in deze tijd in Zuid-Amerika leven. Elosuchus kan ook makkelijk verward worden met Eosuchus, een uitgestorven gaviaal die qua uiterlijk op Elosuchus leek.

## Vondst en naamgeving
Toen de fossielen van Elosuchus cherifiensis in 1955 door Lavocat werden gevonden in Noord-Afrika dacht Lavocat dat het een aparte soort van Thoracosaurus was, een niet verwante, uitgestorven gaviaalachtige met ongeveer hetzelfde uiterlijk. De soort werd als een nieuw geslacht beschreven door de Broin in 2002. In datzelfde jaar werd ook Elosuchus felixi ontdekt door De Broin. Daarna creëerde hij de familie Elosuchidae om Elosuchus een plaats te geven. Lang was Elosuchus het enige geslacht van deze familie totdat recent onderzoek uitwees dat waarschijnlijk ook het geslacht Stolokrosuchus, dat eerder elders werd ingedeeld zoals bij de Peirosauridae of naast Mahajangasuchus, tot deze familie behoorde.

## Uiterlijke kenmerken

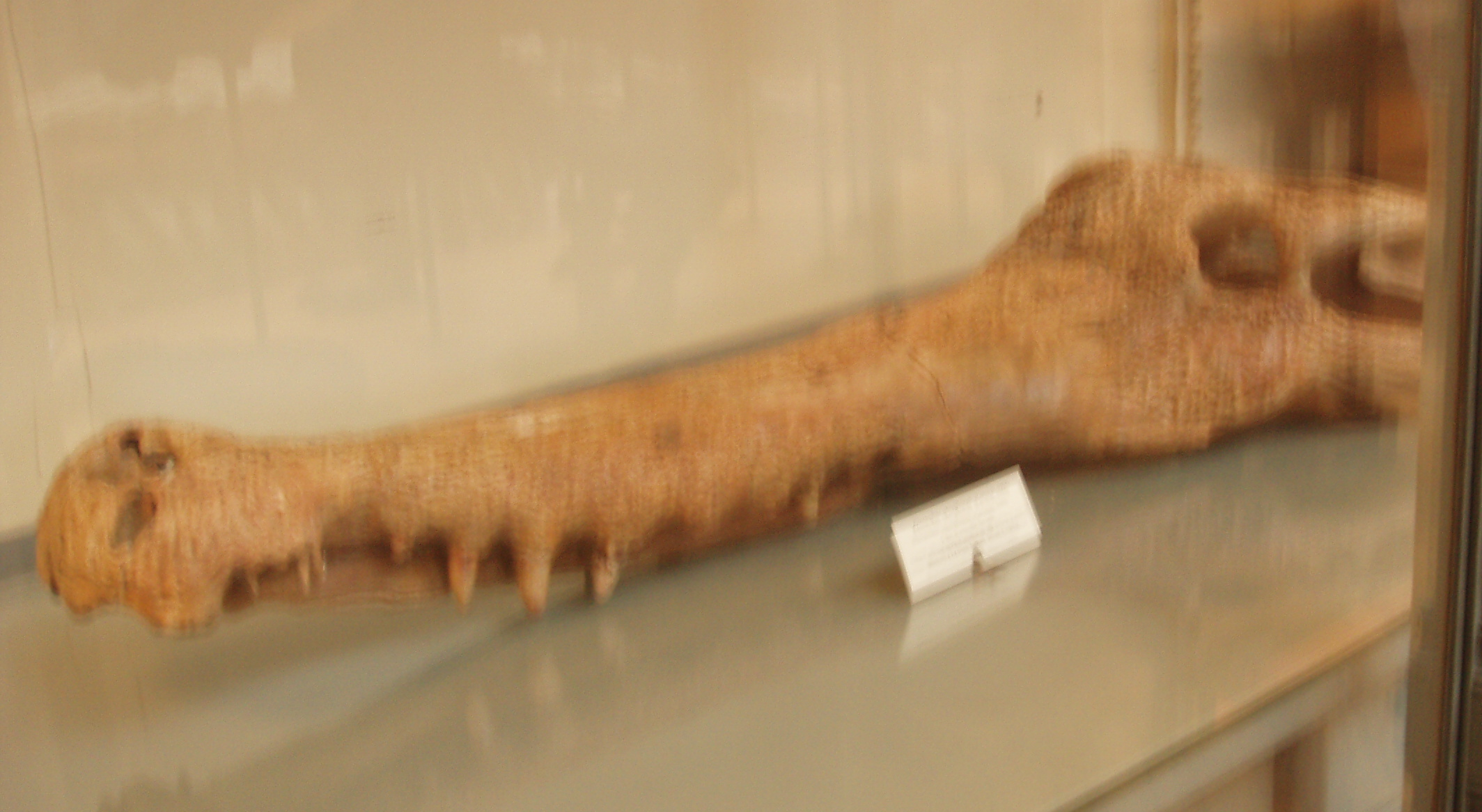
Schedel en het voorste deel van de onderkaak van Elosuchus cherifiensis.

Elosuchus leek met de lange kaken ietwat op een gaviaal. De kaken waren echter breder en ook dikker en sterker. De ogen en neusgaten zaten hoog op de kop en Elosuchus hoefde daarom zijn kop niet helemaal uit het water te tillen als hij boven water wilde kijken. Boven de ogen zaten twee grote schubben die vermoedelijk als bescherming dienden. De tanden waren dun genoeg om er vissen mee vast te houden, maar dik genoeg om er ook grote prooien mee te doden of verwonden. De tanden laten zien dat het voedsel van Elosuchus dus vooral uit vis en soms ook vlees bestond. Verder was Elosuchus robuust gebouwd. De achterpoten waren langer dan de voorpoten. Het kan zijn dat Elosuchus zwemvliezen tussen de tenen gehad heeft. Net als moderne krokodilachtigen had Elosuchus verharde knobbels op verschillende plaatsen zoals op de rug, de flanken, de staart, de poten en de buik. Dergelijke insluitingen in de huid worden wel osteodermen genoemd en dienen als bepantsering.

## Levenswijze
De lichaamsbouw van Elosuchus duidt op een aan de zee aangepaste levenswijze. Het reptiel zwom door roeiende bewegingen met de staart te maken. Het is waarschijnlijk dat Elosuchus via rivieren landinwaarts zwom om aan de oever eieren te leggen. Vermoedelijk groeiden de jongen in zoet water op om vervolgens bij een lengte van ongeveer twee meter naar zee zwemmen. Het is echter niet uitgesloten dat Elosuchus sterker aan het zeeleven aangepast was en bijvoorbeeld zijn eieren op het strand legde zoals zeeschildpadden dat nog steeds doen. Het is evenmin uit te sluiten dat de soort levendbarend was zoals andere mariene krokodilachtigen uit de familie der Metriorhynchidae en als ichthyosauriërs en mosasauriërs.

## Ecologie
Elosuchus leefde in het noorden van Afrika in het Vroeg-Krijt samen met andere krokodilachtigen zoals Sarcosuchus en de verwante Stolokrosuchus. Verder was het leefgebied van Elosuchus rijk aan dinosauriërs als Suchomimus, Eocarcharia, Kryptops, Nigersaurus, Ouranosaurus, Lurdusaurus en Valdosaurus en pterosauriërs als Lacusovagus. Elosuchus verving in het midden van het Vroeg-Krijt de thalattosuchiërs (Teleosauridae en Metriorhynchidae) in hun ecologische niche als mariene, visetende, gaviaalachtige krokodilachtigen, waarvan de laatste soorten op het moment dat Elosuchus verscheen bijna uitgestorven waren. Elosuchus werd in het begin van het Laat-Krijt zelf vervangen door de verwante Terminonaris en de choristoderen Champsosaurus en Simoedosaurus die op krokodilachtigen leken maar niet verwant waren.

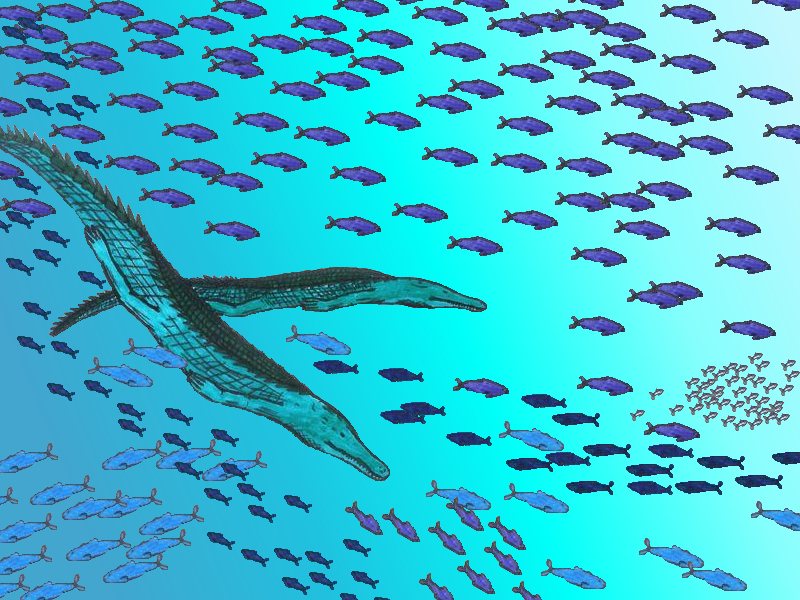
Twee Elosuchus jagen op vis.

### Voedsel
Elosuchus joeg op kleine en middelgrote vissen. Soms zwommen ze ook door scholen vis zoals sommige soorten dolfijnen dat nu nog steeds doen. Soms maakten kleine of jonge zeereptielen als jonge plesiosauriërs en primitieve mosasauriërs en/of zeeschildpadden ook deel uit van het menu. De kaken van Elosuchus waren dik genoeg om dit soort dieren aan te vallen, anders dan de kaken van andere gavialen zoals de gangesgaviaal (Gavialis gangeticus). Deze krokodilachtige kan alleen vis eten omdat zware prooien grote schade kunnen toebrengen aan de lange en dunne kaken.

## Fylogenie
Elosuchus wordt gerekend tot de familie der Elosuchidae waartoe ook het geslacht Stolokrosuchus gerekend wordt. Deze familie omvat gaviaalachtige krokodilachtigen waarvan ten minste enkele geslachten een marien leven leidden. Elosuchus en verwanten zijn ook nauw verwant met leden van andere families als de meer ontwikkelde leden van de Pholidosauridae zoals de enorme Sarcosuchus, Terminonaris en wellicht ook Pholidosaurus, ver ontwikkelde leden van de Goniopholididae als Eutretauranosuchus en misschien ook Goniopholis en primitieve leden van de Dyrosauridae als Chenanisuchus. Toch is de plaats van Elosuchus in de stamboom der krokodilachtigen omstreden. Het kan ook zijn dat de plaatsing van Stolokrosuchus in de Peirosauridae wel terecht was en dat Elosuchus daar ook hoort. Het is mogelijk dat daarmee ook de positie van Mahajangasuchus en Kaprosuchus (ander lid van de Mahajangasuchidae) verandert en deze net als Elosuchus en Stolokrosuchus dichter bij de Peirosauridae plaatst. Van Mahajangasuchus werd al eerder aan verwantschap met de Peirosauridae gedacht, maar deze is onzeker.
Er zijn twee soorten bekend:
- Elosuchus cherifiensis
- Elosuchus felixi